# جيمس الكسندر (موسيقي)
جيمس الكسندر (بالإنجليزية: James Alexander)‏ هو موسيقي أمريكي، ولد في 1949 في ممفيس في الولايات المتحدة.

## وصلات خارجية
- جيمس الكسندر على موقع ميوزك برينز (الإنجليزية)
- جيمس الكسندر على موقع ميوزك برينز (الإنجليزية)
- جيمس الكسندر على موقع ديسكوغز (الإنجليزية)